# Xian de Tonggu
Le xian de Tonggu (铜鼓县 ; pinyin : Tónggǔ Xiàn) est un district administratif de la province du Jiangxi en Chine. Il est placé sous la juridiction de la ville-préfecture de Yichun.

## Démographie
La population du district était de 135 924 habitants en 1999.